# ثرثار (مصطلح)
ثرثار (مصطلح)Flibbertigibbet
Flibbertigibbet وتعني ثرثار هي كلمة إنجليزية من اللغة الإنجليزية الوسطى تستعمل إشارة إلى الشخص المزاجي أو الشخص غريب الأطوار. ويشير اللفظ في الغالب إلى امرأة شابة. وفي اللغة الإنجليزية الحالية تستعمل الكلمة في [] العامية وخاصة في مدينة يوركشاير لوصف الشخص الذي يغتاب الآخرين أو الشخص كثير الكلام.
في الأدب والثقافة
و لهذه الكلمة أيضا استخدام تاريخي فهي اسم للشرير، أو للشيطان، أو الروح. وفي القرن الخامس عشر يخاطب الملاك الشرير في المسرحية الاخلاقية الدينية قلعة المثابرة Castle of Perseverance شخصية ديتراكو السيئة (ويسمى أيضا المغتاب ورسول العالم) واصفا اياه بأنه flibbertigibbet (سطر 1724) أي المغتاب والثرثار. وفي مسرحية الملك لير لشكيبير التي كتبت عام 1603 تشير إلى أحد الشياطين الخمسة الذين ادعى إدغار بسيطرتهم عليه. وهذا بالتحديد يأتي على هيئة المتسول توم أو بيدلام. لقد حصل شكسبير على الاسم من كتاب لصموئيل هارسنت بعنوان Declaration of Egregious o'Bopish Impostures عام 1603 والذي يجد فيه القارئ أسماء لأربعين شيطانا من الشياطين الذي تخلص منها المسيح وقد كان أحد هذه الشباطينflibbertigibbet أي الثرثار والمغتاب.
```
لقد تطور استخدام لفظة flibbertigibber الإنجليزية لتصبح مرادف لكلمة 
عفريت
.كما أنها استخدمت ككنية لإحدى الشخصيات 
في
 رواية 
كينيلورث
 
ل
 والتر 
سكوت
 ونتيجة لذلك اكتسبت معنا اخر يشير إلى الطفل الشرير.و استخدم هذا المصطلح أيضا في رواية كورت فونغوت الشهيرة المذبح الخامس Slaughterhouse five وكان يصف ابنة الشخصية الرئيسة بأنها عاهرة ثرثارة ومغتابة. 
وعلى نحو مماثل برزت كلمة flibbertigibbet أي الثرثار كاسم في أسطورة محلية حول قبر ويلاند الحداد. ووفقا 
للحكاية
 كان الثرثار صبيا متدربا 
لدى
 وايلند 
الحداد
. ويستفز الصبي معلمه بشدة لدرجة تجعل الحداد ويلاند في نهاية الأمر يلقي بالصبي الثرثار اسفل التل في الوادي حيث تحول هناك إلى حجر. ويربط والتر سكوت بين الشخصية في روايته Kenilworth وبين الصبي الثرثار الذي يتخلص منه الحداد ويلاند
```

. وفي فيلم صوت الموسيقى ، وتحديدا في أغنية ماريا ، تجيب إحدى الراهبات على سؤال «ما هي الكلمة التي تعني ماريا؟» بأنها كلمةflibbertigibbet أي ثرثارة. وو قد استعمل هذا المصطلح أيضا في إحدى حلقات سلسلة أفلام الرسوم المتحركة لشركة لوني تيونز «استغاثة تويتي» من قبل الجدة عندما تسقط نظراتها. وفي فيلم من عام 1953 لشركة مترو غولدن مييور نسخة مأخوذ من رواية قصة مدينتين لتشارلز ديكنز، أخبرت الآنسة بروس التي قامت بدورها الممثلة «إدنا ماي اوليفير» سيدني كارتون «رونلد الذي قام بدوره الممثل رونالد كولمان» بأنها ليست ثرثارة. وقد تشير شخصية ميغ ريان
في الفيلم الكوميدي الرومانسي الأمريكي "جو ضد البركان " تصف انجيليكا نفسها بأنها ثرثارة. وفي عام 2018، أصدر المؤلف البريطاني كريس ريد ميل كتابا فيه قصص وأناشيد للأطفال عنوانه بالإنجليزية Flibbertigibeet أي الثرثار أو الشخص غريب الاطوار، يهدف الكتاب إلى تثقيف الأطفال حول صفات الأطفال المصابين باضطراب نقص الانتباه بسبب فرط النشاط "ADHD"Middle English